# Álvaro de Luna (Kastilien)

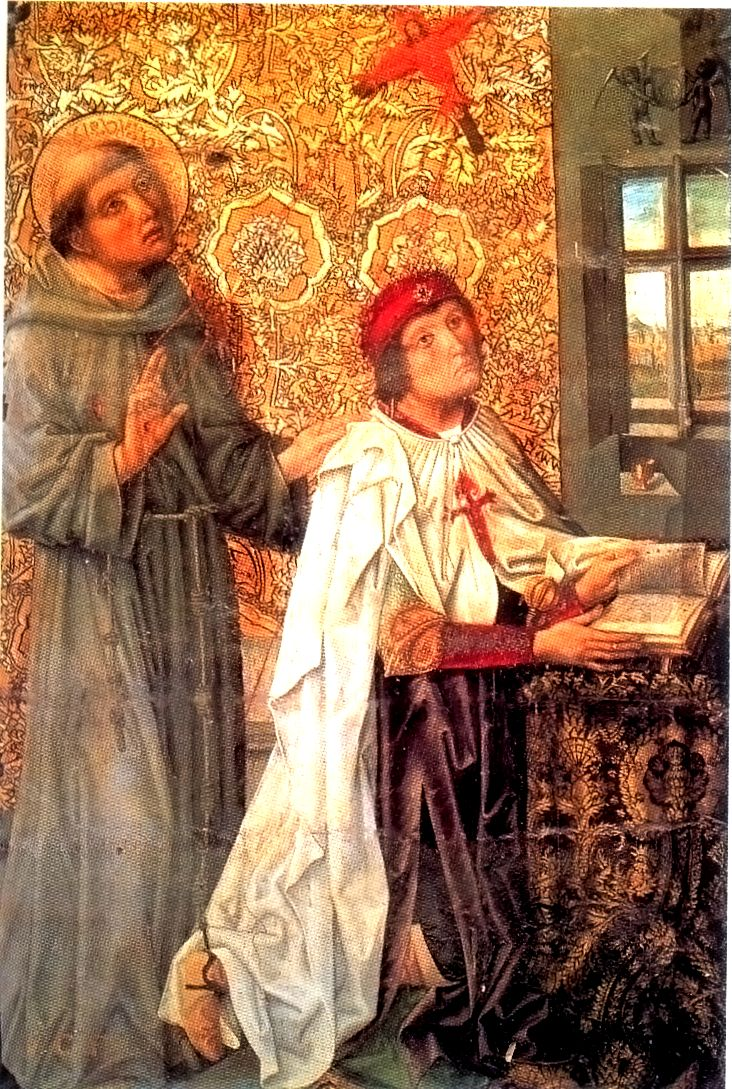
Álvaro de Luna mit Kappe und Kreuz des Santiago-Ritterordens

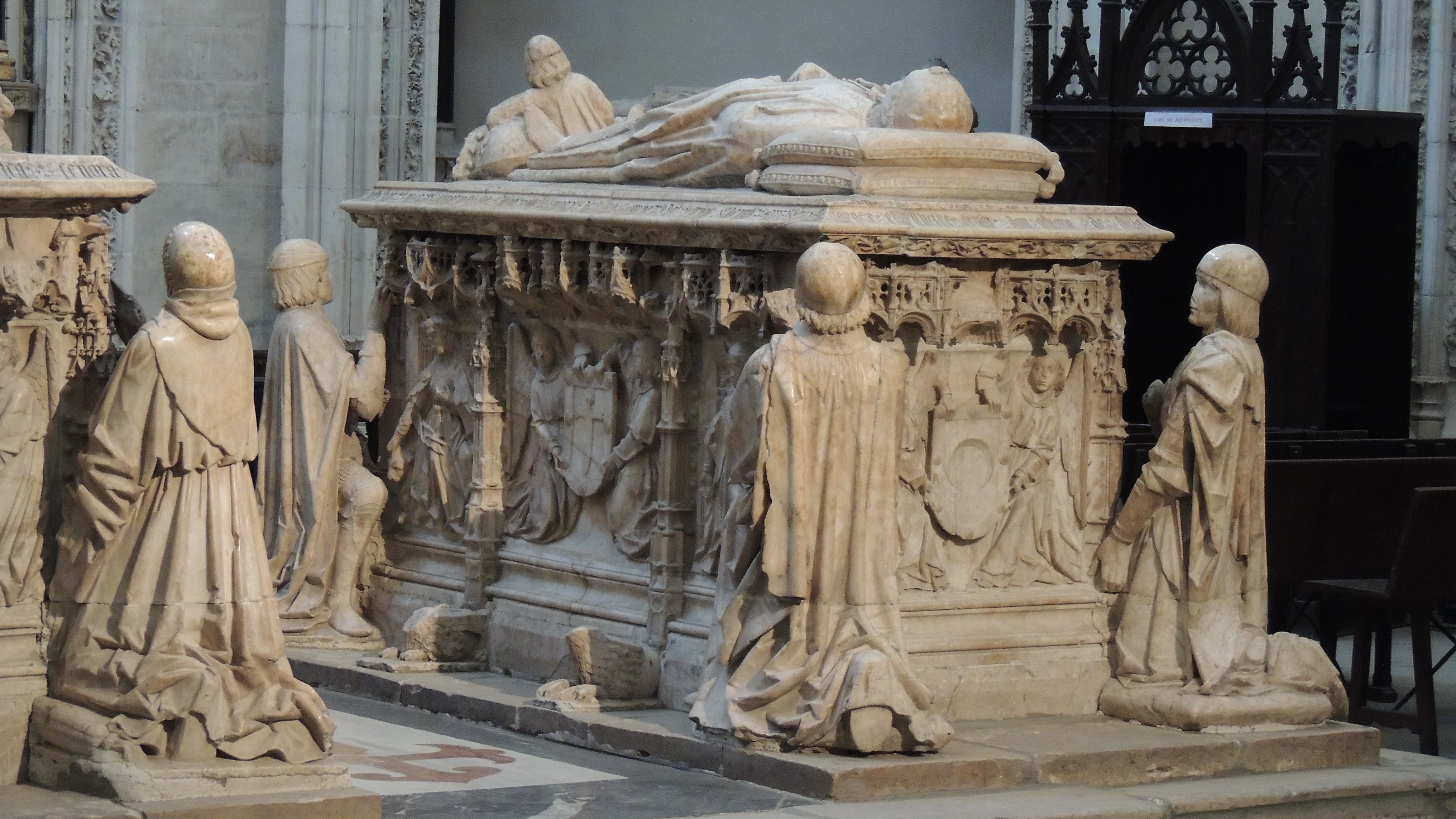
Grabmal Álvaro de Lunas in der Capilla de Santiago in der Kathedrale von Toledo

Álvaro de Luna (* zwischen 1388 und 1390 in Cañete; † 2. Juni 1453 in Valladolid) war der Günstling von Johann II. und Konstabler von Kastilien sowie von 1445 bis 1453 Großmeister des Santiagoordens.

## Leben
Álvaro de Luna wurde zwischen 1388 und 1390 in Cañete als unehelicher Sohn von Álvaro Martínez de Luna geboren, der dort Bürgermeister war. Als er sieben Jahre alt war, starb sein Vater. Im Jahr 1410 wurde er zu seinem Onkel Pedro de Luna, dem Erzbischof von Toledo, geschickt.
Im Jahr 1408 (oder 1410) wurde de Luna Page des noch jungen Königs Johann II. von Kastilien und sicherte sich bald einen dominierenden Einfluss auf ihn. Während der Regentschaft durch dessen Onkel Ferdinand wurden ihm jedoch nur bloße Dienstleistungen gestattet. Erst nachdem dieser im Jahr 1412 als Ferdinand I. zum König von Aragón gewählt und die Regentschaft durch Johanns Mutter Katharina von Lancaster übernommen worden war, wuchsen sein Einfluss und seine Macht enorm.
Während eines Turniers anlässlich der Feierlichkeiten zur vorzeitigen Volljährigkeit des Königs im Jahr 1418 erlitt Álvaro durch einen Lanzenstich eine schwere Kopfverletzung, von der er sich jedoch wider Erwarten schnell erholte.
Während der Thronstreitigkeiten zwischen den Infanten von Aragón einerseits und der kastilischen Krone andererseits im Jahr 1420 wurde Johann II. vom Infanten Heinrich gefangen genommen. Mit Hilfe von de Luna gelang ihm die Flucht, doch erst um das Jahr 1430 konnte er sich zunehmend gegen Ferdinands Söhne durchzusetzen. Ein erneuter Sieg de Lunas im Jahr 1445 schien den Konflikt zugunsten Kastiliens zu entscheiden, doch gingen die Thronstreitigkeiten und Aufstände der verschiedenen Adelsparteien weiter.
Als König Johann II. im Jahr 1447 ein zweites Mal heiratete, übernahm dessen neue Gemahlin Isabella von Portugal, die spätere Mutter Isabellas I. von Kastilien, die Macht und bewog den willensschwachen König, de Luna fallen zu lassen. Dieser wurde festgenommen und nach kurzem Prozess am 2. Juni 1453 hingerichtet. An dieser Aktion war auch der damalige Bischof von Ávila, Alonso de Fonseca I., maßgeblich beteiligt.

## Ehen und Nachkommen
Álvaro de Luna war zweimal verheiratet:
- Elvira de Portocarrero, 1420
- Juana Pimentel, 1430
  - María de Luna y Pimentel (1432–1502)
  - Juan de Luna y Pimentel (um 1435–um 1456)

Darüber hinaus hatte er mehrere uneheliche Kinder.

## Bedeutung
Álvaro wird als perfekter Meister der Etikette beschrieben, er beherrschte die Reitkunst, die Lanze und das Gedichteschreiben. Sein Charakter wird sehr unterschiedlich dargestellt, sein Verhältnis zum König scheint jedoch loyal gewesen zu sein. Unter seiner Herrschaft wurden der Adel zurückgedrängt und die königliche Macht gestärkt.